# Sombras do Passado
Sombras do Passado é uma telenovela brasileira produzida e exibida pelo SBT entre 12 de janeiro e 23 de março de 1983, em 61 capítulos, às 19h, substituindo Conflito e sendo substituída por A Ponte do Amor. Baseada na mexicana Entre sombras, de Marissa Garrido, foi escrita por Tito di Miglio, sob direção de Renato Petrauskas e direção geral de Waldemar de Moraes.
Conta com Fausto Rocha Jr., Thaís de Andrade, Annamaria Dias, José Parisi, Lucy Fontes, Ricardo Blat, Maria Aparecida Baxter e Walter Breda nos papéis principais.

## Enredo
Reinaldo é um um pintor renomado, filho dos ricos Bernardo e Berta Monteiro e noivo de Laura, que sofre um acidente de carro e é dado como morto. Ele, na verdade, foi salvo por uma trupe circense, mas, sem memória, adota o nome de Ivo e passa a trabalhar como palhaço, se apaixonando pela doce domadora Isabela. Após bater a cabeça, ele recupera a memória e volta para casa sem lembrar de tudo que viveu no circo, porém Isabela decide procura-lo e, ao notar que ele não a reconhece mais, se passa por modelo para suas pinturas, esperando conseguir reconquista-lo. 
Ainda as confusões no circo, onde trabalham a mulher-barbada Sônia, o anão Bombinha, a acrobata Lulu, o ilusionista Miguel, a engolidora de espadas Cidinha, a palhaça Joana e seu filho equilibrista Toni, além do dono Alfredo.

## Produção
Sombras Do Passado foi a primeira novela do SBT a ter uma audiência muito satisfatória em relação às tramas anteriores.
Também foi a primeira trama da emissora de Silvio Santos a usar externas fora dos estúdios da Vila Guilherme (São Paulo).
Tito Di Míglio, que dirigiu e ajudou a roteirizar 2-5499 Ocupado, traduziu com maestria a trama da mexicana Marissa Garrido que fez muito sucesso no México no final da década de 1960.
Apesar de ser mais um dramalhão,Sombras Do Passado, foi muito bem recebida pelo público sendo uma trama muito bem produzida com um elenco bem escalado.

## Reprise
A novela foi reprisada apenas 8 meses após sua exibição, entre 5 de dezembro de 1983 e 10 de fevereiro de 1984, às 14h00 no Novelas da Tarde do SBT, repetindo o mesmo sucesso da primeira exibição.

## Elenco
| Ator/Atriz             | Personagem              |
| ---------------------- | ----------------------- |
| Fausto Rocha Jr.       | Reinaldo Monteiro / Ivo |
| Thaís de Andrade       | Isabela                 |
| Annamaria Dias         | Laura Monteiro          |
| José Parisi            | Bernardo Monteiro       |
| Lucy Fontes            | Berta Monteiro          |
| Ricardo Blat           | Toni Neves              |
| Maria Aparecida Baxter | Joana Neves             |
| Walter Breda           | Dimitri                 |
| Guy Loup               | Sofia                   |
| Regiani Ritter         | Lulu                    |
| Wilson Fragoso         | Alfredo                 |
| Rosa Maria Pestana     | Cidinha                 |
| Dilim                  | Anão Bombinha           |
| Marcelo Gastaldi       | Cacá                    |
| Luiz Parreiras         | Rodinei                 |
| Carlos Koppa           | Valdo                   |
| Arnaldo Weiss          | Guilherme               |
| Chico Martins          | Ângelo                  |
| Guilherme Corrêa       | Denis                   |
| Dinah Ribeiro          | Eliete                  |
| Josmar Martins         | Jonas                   |

### Participações especiais
| Ator/Atriz        | Personagem |
| ----------------- | ---------- |
| Henrique César    | Rodolfo    |
| Carlos Milani     | Roberto    |
| Roney Wanderley   | Ronaldo    |
| Francisco Martins | Chico      |

## Trilha sonora
As músicas executadas em Sombras do passado fazem parte de um Compacto duplo do cantor Luís Ricardo:
1. "Sombras do Passado" - Tema de abertura
2. "Amor" (Versão de: Amor, Amor, Amor)
3. "Diga-me" (Versão de: Dime)
4. "Venha Comigo Amor"